# Compagnie française des expositions
La Compagnie française des expositions (Cofrex), fondée par un décret de l’État le 17 janvier 2018, est la société française officielle chargée d’organiser et de valoriser la participation de la France aux Expositions Universelles et aux Expositions Internationales.

## Histoire
Avant la création de la Cofrex, la participation de la France aux Expositions Universelles et aux Expositions Internationales était organisée par des différentes entités à chaque édition, sélectionnées après un appel d’offres public.
La Compagnie française des expositions a été créée dans l'objectif d’inscrire l’ensemble de ces événements mondiaux dans la continuité et de les valoriser dans la durée. Il s’agit d’un projet durable permettant de s’appuyer sur les éditions précédentes afin d’organiser de façon optimale, pour le grand public comme pour les partenaires, les futures participations de la France aux Expositions Universelles et aux Expositions Internationales.

## Expositions Universelles
Les premières Expositions Universelles ont eu lieu à Londres en 1851, puis à Paris en 1855. Depuis 1931, les Expositions Universelles sont supervisées et encadrées par le BIE (Bureau International des Expositions). Le BIE est une organisation intergouvernementale chargée de réglementer et de garantir le succès de ces événements mondiaux.

## Exposition Universelle 2020 Dubai
L’Exposition Universelle 2020 aura lieu à Dubaï (Émirats arabes unis) du 20 octobre 2020 au 10 avril 2021. Elle est organisée sur le thème « Connecter les esprits, construire le futur », lui-même décliné en trois sous-thèmes : Mobilité, Durabilité, Opportunité. Il s’agit de la première édition que la Cofrex supervise en tant qu’organisateur officiel de la France.
Avec 25 millions de visites attendues par les organisateurs de l'Expo 2020, les billets devraient être mis en vente à partir d'octobre 2019.

### La participation de la France
C’est à l’occasion de l’inauguration du Louvre Abou Dabi les 8 et 9 novembre 2017 que le Président de la République Emmanuel Macron annonce officiellement la participation de la France à l’Exposition Universelle 2020 Dubai. Il a également indiqué que le thème retenu pour la France serait celui de la « Mobilité », sujet majeur pour l’innovation et la technologie françaises. Il assiste le 9 novembre avec Son Altesse Mohammed ben Rachid Al Maktoum, à la signature du contrat de participation française à l’Exposition Universelle par Reem Al Hashimi, ministre de la coopération internationale et Erik Linquier, Président de la Cofrex et commissaire général de la France pour Dubai Expo 2020.
Situé en plein cœur du site de l’Expo 2020 au Sud de Dubaï, le Pavillon France Dubaï 2020 a été conçu selon un thème spécial : "Lumière, Lumières". C’est une double référence au siècle humaniste (Siècle des Lumières) mais aussi une évocation du mouvement (la vitesse de la lumière) :  
- La lumière comme philosophie : la lumière outil, qui éclaire et révèle, permettant de voir et progresser.
- La lumière comme source de chaleur et de créativité : la lumière palpable, génératrice de chaleur et source d’innovation.
- La lumière comme vecteur de connexion : la lumière qui relie, transporte et transmet les données.

### Le film officiel du Pavillon France
Le film du Pavillon France a été réalisé par Sonia Rolland, Directrice artistique et ancienne Miss France 2000.

### L’architecture du Pavillon
L’architecture, le design ainsi que les architectes du Pavillon France ont été choisis après un appel d'offres public réalisé en 2018. La Pavillon a été officiellement dévoilé le 19 mars 2019, lors d’une conférence au Ministère de la Transition Écologique et Solidaire en présence de Brune Poirson, Secrétaire d’État auprès du Ministre de la Transition Écologique et Solidaire. "L’Exposition universelle de Dubaï 2020 sera une occasion majeure de faire la démonstration que nos choix en faveur de la transition écologique et solidaire sont porteurs de solutions d’avenir", s’est félicitée la secrétaire d’État.
Le Pavillon France a été conçu par deux agences d'architecture : l’Atelier du Prado et Celnikier & Grabli Architectes, et plus particulièrement par Jean-Luc Perez pour l'Atelier du Prado, Jacob Celnikier et Pascal Grabli pour CGA. Un scénographe a également été sélectionné pour mettre en scène le Pavillon France en lien avec le thème « Lumière, Lumières ». Il s’agit de Jean-Marie Priol, Directeur Artistique du groupement Immersive(s).
Le Pavillon France se veut irréprochable écologiquement. La Cofrex a présenté un bâtiment durable et responsable, autonome à 80% en énergie. Des tuiles photovoltaïques seront installées sur le Pavillon, afin de produire de l’énergie solaire. Entièrement démontable, le Pavillon France sera réutilisable après l’Expo 2020. Il sera aussi équipé d’une microstation d’épuration. La protection de la biodiversité locale est également un des objectifs suivis, avec un jardin composé de 15 variétés de plantes et d’arbres endémiques.
« Le Pavillon France vise à mettre en valeur la mobilité la plus rapide qui puisse exister, mais aussi à incarner les Lumières, symbole depuis le XVIIIe siècle de partage et de rayonnement des savoirs », a souligné Erik Linquier, Président de la Cofrex et Commissaire général pour la France à l’Expo 2020 Dubaï. « En phase avec l’ambition écologique portée par le One Planet Summit, ce pavillon sera le plus durable jamais construit », a-t-il précisé.

### La construction du Pavillon France
La Ministre des Transports Élisabeth Borne a inauguré le 2 mai, le chantier où sera établi le Pavillon France de l’Exposition universelle de 2020 à Dubaï.Étaient également présents : Najeeb Al-Ali Directeur exécutif de l’Expo 2020 Bureau, Ludovic Pouille Ambassadeur de France aux Émirats arabes unis et Joëlle Garriaud-Maylam Sénatrice représentant les Français établis hors de France.
Dans ses déclarations à la presse, Mme la ministre a mis l’accent sur l'engagement de la France dans la lutte contre le réchauffement climatique et pour une transition écologique.

### Les entreprises françaises partenaires
Pour organiser au mieux la participation de la France à l'Exposition Universelle en 2020, la Cofrex est à la recherche de partenaires publics et privés, dans les domaines du numérique et des services urbains. Plusieurs entreprises et institutions françaises ont d'ailleurs déjà annoncé être partenaires du Pavillon France : 
- Engie est un des principaux partenaires de l’événement, en tant qu’ambassadeur de l’Expo 2020[20]. Le fournisseur d’énergie présentera ses innovations dans le domaine des villes durables et des territoires connectés. Les villes intelligentes et la mobilité responsable seront mises à l’honneur.
- Alcatel-Lucent Enterprise est le sponsor sur les technologies IT[21] et équipera le Pavillon France en solutions de réseau et de communication pour assurer la connexion des visiteurs.
- Bureau Veritas soutient le Pavillon France sous la forme d’un mécénat de compétence[22] dans le cadre d’une convention signée avec la Cofrex. L’entreprise met à disposition ses équipes spécialisées dans la construction afin de garantir la RSE (Responsabilité Sociale et Environnementale) du Pavillon durant l’événement.
- RATP a également signé un accord de partenariat avec la Cofrex. Le groupe contribuera à montrer ses innovations en matière de ville intelligente et ses solutions de mobilité durable[23].
- Le CNES (Centre National d’Études Spatiales) est également partenaire du Pavillon France. Il proposera aux visiteurs de découvrir les activités spatiales françaises au travers de films, photos satellitaires et maquettes. En outre pendant toute la période de montage de l’événement, le CNES propose des vues satellitaires du site d’installation à Dubaï avec un zoom sur le Pavillon France[24].

Les autres partenaires du Pavillon France sont : Orange, Renault, EDF, Lacoste, Accor, la Région Île-de-France, Suez, Akuo Energy, Axa, Schneider Electric, A.T. Kearney, Radio France, France Médias Monde, France Télévisions, INA, Médiatransports, JCDecaux, French Business Council Dubaï et Northern Emirates, IDATE DigiWorld, Business France, Paris Ile-de-France Capitale Économique, Alliance française Dubaï, IFF, la Guilde.

### La destruction du Pavillon France
Entièrement démontable, le Pavillon France est acheté par le Centre national d'études spatiales qui prévoit alors de le remonter sur son site de Toulouse. Il est donc effectivement démonté et livré à Toulouse. Cependant, endommagé lors de son démontage par les prestataires qui n'ont pas respecté la méthodologie du constructeur BESIX (qui s'est fait retirer le contrat de démontage par la Cofrex), il est jugé trop cher de le reconstruire et le CNES décide de le ferrailler.

### Prochaines éditions
Le 23 novembre 2018, les États Membres du BIE ont élu le Japon en tant que pays hôte de l’Exposition Universelle 2025. L’événement aura lieu à Osaka sur le thème « Concevoir la société du futur, imaginez notre vie de demain. »

## Exposition Universelle Osaka-Kansai 2025
L’Exposition Universelle Osaka-Kansai a lieu du 13 avril jusqu'au 13 octobre 2025. Sa thématique est "« Concevoir la société du futur, imaginer notre vie de demain », décliné en plusieurs zones thématiques : « Sauver des vies », « Connecter des vies » et « Inspirer des vies » où se situe le Pavillon de la France. 
Deuxième édition organisée par la Cofrex, en tant qu'organisateur officiel de la France, la thématique générale retenue est "Un hymne à l'amour".

### La participation de la France
Le Pavillon de la France souhaite rappeler le pouvoir fédérateur de cette valeur essentielle qu'est l'amour dans la construction d’une société universaliste, bienveillante et apaisée, inclusive et durable.  Le fil rouge du Pavillon se manifeste dans son architecture , dans son exposition permanente, sa programmation, son aménagement intérieur.

### L'exposition permanente "Pulsations"
La direction artistique de l'exposition permanente a été confiée à l'artiste Justine Emard en collaboration avec le studio Gsm Project.  Intitulée "Pulsations", l'exposition immersive met en scène la vibration qui unit les êtres humains, la nature et la technologie. La légende du "akai ito", fil rouge qui unit deux âmes soeurs a été choisie comme motif par Justine Emard pour tisser un récit poétique entre la France et le Japon et unifier l'expérience du Pavillon. La proposition artistique de l'exposition a été conçue pour intégrer la présence de mécènes, participant à la représentation de savoir-faire français. 

#### L'architecture
L'architecture du pavillon a été dessinée par l’agence Coldefy et le cabinet CRA-Carlo Ratti Associati. La façade principale avec son grand escalier en cuivre rosé s'impose telle une scène de théâtre, rappelant la légende du fil rouge. Composée de drapés blancs, la façade extérieure enveloppe le bâtiment et vibre la nuit. Le Pavillon  a été conçu pour être respectueux de l'environnement et économe en ressources, ses éléments seront recyclés après la fin de l'exposition. 

### Le film immersif du Pavillon
Afin de rendre le pavillon accessible, la Cofrex a publié un film immersif 360, disponible en ligne qui permet de visiter l'exposition immersive.  Réalisé par David Montagne et la société Numix, le film permet de revivre l'expérience à distance et propose des contenus additionnels. 

### Réception par le public
Le Pavillon de la France et son exposition ont déjà accueilli 2 millions de visiteurs début juillet 2025 avec 28 000 visiteurs par jour.

## Expositions Internationales
La prochaine Exposition Internationale se déroulera à Buenos Aires (Argentine) en 2023. Elle portera sur le thème : « Les industries créatives dans la convergence numérique ». Il s’agira de la première Exposition Internationale organisée par la Cofrex.

## Direction
Erik Linquier est Président de la Cofrex de sa création en janvier 2018 jusqu'en 2023. Il a été nommé, à ce titre, Commissaire général du Pavillon France pour l’Exposition Universelle 2020 Dubai.
Diplômé de Sciences Po et de l’ENA, Erik Linquier a débuté à la Cour des comptes en tant qu’auditeur. Il a ensuite rejoint le Ministère des Finances où il a occupé le poste de conseiller économique à l’Ambassade de France au Canada. Il a ensuite été négociateur français pour les accords commerciaux européens et enfin secrétaire général de la Direction générale du Trésor. Il a également travaillé pour Enedis, premier groupe mondial d’énergie en tant que secrétaire général adjoint. Jusqu’en 2017, Erik Linquier était Directeur exécutif chez Accenture.
Jacques Maire est président à compter du 2 février 2023. Par un autre décret du même jour  il est nommé commissaire général de la section française à l'Exposition universelle d'Osaka (Japon) en 2025.